# Рюкю
Рюкю или Нансей (на японски: 琉球諸島, Ryūkyū-shotō) е японски архипелаг, разположен между Източнокитайско море на запад и Тихия океан на изток. Простира се дъгообразно приблизително на 1200 km от остров Кюшу на североизток до остров Тайван) на югозапад. Състои се от 6 групи острови: от север на юг – Осуми (Яку, Танегашима, Кутиноерабу и др.), Токара (Кутиношима, Наканошима, Суваносе и др.), Амами (Амамиошима, Токуношима, Окиноерабу, Кикай и др.), Окинава (Окинава, Куме, Йорон, Ихея, Керама и др.), Мияко (Мияко, Ирабу, Тарама и др.) и Яеяма (Ириомоте, Исигаки, Йонагуни, Курошима, Хатерума и др.). Последните две групи често се обединяват под названието Сакишима. Всички те включват 98 острова с обща площ около 4642 km² (в японските източници названието „Рюкю“ често се отнася само за средните и югоизточни звена на островната дъга, състоящи се от 55 острова с площ 2422 km²). Най-големите острови са Окинава, Амамиошима, Танегашима, Яку. Населението на архипелага към 2005 г. е било 1 550 000 души, 90% от което пребивава на остров Окинава.
Югоизточната ивица острови е изградена предимно от окарстени мезозойско-кайнозойски варовици, в осовата зона на повърхността често се показва палеозойския нагънат фундамент, а на северозапад са разпространени вулканични формации (има 3 действащи и няколко угаснали вулкана). Преобладава платовидния и нископланински (височина до 300 – 500 m) релеф, а също и ниски брегови морски тераси. Максималната височина на островите Рюкю е 1935 m, издигаща се на остров Яку. На юг от 29° с.ш. на места покрай бреговете се простират коралови рифове. Разработват се находища на фосфорити и каменни въглища.
Климатът на север е субтропичен, на юг – тропичен, мусонен, с чести тайфуни през август и септември. Годишната сума на валежите варира от 2000 до 3500 mm. Средната януарска температура е 14 – 17°С, а средната юлска 27 – 28°С. Склоновете на планините на южните острови на места са покрити с тропически гори с основни видове палми и орхидеи, а на северните острови са се съхранили гори съставени от камелия, магнолия, камфорово и лаврово дърво, дъб. Основните земеделски култури отглеждани на островите са ориз, батати, ананаси и захарна тръстика. Развива се местен риболов, производство на ръчни копринени тъкани и сувенирни дърворезби. Главен град и пристанище е Наха, разположен на остров Окинава.